# The Falling Man
The Falling Man er et fotografi taget af Associated Press-fotograf Richard Drew af en mand, der falder ned fra World Trade Center under angrebene den 11. september 2001 i New York City. Den uidentificerede mand på billedet var fanget på de øverste etager af Nordtårnet, og det er uklart, om han faldt, mens han søgte efter sikkerhed, eller om han sprang for at undslippe ilden og røgen. Billedet blev taget præcis klokken 9:41:15. på dagen for angrebene.
Fotografiet blev meget kritiseret efter offentliggørelsen i internationale medier den 12. september 2001, hvor læsere betegnede billedet som "foruroligende, koldblodigt, uhyggeligt og sadistisk". Men i årene efter har billedet fået akklamation.
En retrospektiv af Time Magazine udgivet i 2016 udtalte: "Falling Mans identitet er stadig ukendt, men han menes at have været ansat på restauranten Windows on the World, som var på toppen af det nordlige tårn.
Identiteten af manden på fotografiet er aldrig blevet officielt bekræftet. Det store antal mennesker fanget i tårnet har gjort det svært at identificere manden på de 12 billeder, selvom flere har forsøgt at identificere manden. Journalisten Peter Cheney antydede i den canadiske avis The Globe and Mail, at manden på billedet kan have været Norberto Hernandez, en konditor hos Windows on the World. Nogle medlemmer af Hernandez' familie var oprindeligt enige med Cheney, men efter at have undersøgt hele fotosekvensen og noteret detaljerne i hans tøj, var de ikke længere overbeviste. Den daværende chef for Windows on the World Michael Lomonaco har antydet, at manden var Jonathan Briley baseret på hans kropstype og påklædning. Briley var en 43-årig lydtekniker, der arbejdede på Windows on the World. Han havde astma og ville have vidst, at han var i fare, da røgen begyndte at vælte ind i restauranten.